# جي بي واست-فرنسا 2016
جي بي واست-فرنسا 2016 (بالفرنسية: Bretagne Classic - Ouest-France )‏ هو سباق دراجات هوائية، وهو الموسم رقم 80 من نفس السباق، وأقيم في 28 أغسطس 2016، وامتدّ لمسافة 247 كيلومتر، وهو أحد سباقات طواف العالم للدراجات 2016، وقد شارك في السباق 200 متسابقاً ووصل إلى نهايته 128 متسابقاً.
فاز فيه بالمركز الأول أوليفر ناسن، وبالمركز الثاني البرتو بيتول، وبالمركز الثالث ألكسندر كريستوف.

## الفرق
| فرق عالمية (18)- Tinkoff - Cannondale-Drapac - Lotto-Soudal - موفيستار - Sky - بي إم سي راسينغ - Katusha - Etixx-Quick Step - Orica-BikeExchange - Trek-Segafredo - FDJ - أستانا - Lotto NL-Jumbo - AG2R La Mondiale - Lampre-Merida - Giant-Alpecin - IAM Cycling - Dimension Data فرق قارية محترفة (7)- Bardiani CSF - CCC Development Team ‏ - ديلكو ‏ - Direct Énergie - Fortuneo-Vital Concept - Wanty-Groupe Gobert - Cofidis, Solutions Crédits |  |
| |  |

## التصنيف العام النهائي
| التصنيف العام | التصنيف العام       | التصنيف العام | التصنيف العام         | التصنيف العام |        |
| الدراج        | الدراج              | البلد         | الفريق                | الوقت         | السرعة |
| ------------- | ------------------- | ------------- | --------------------- | ------------- | ------ |
| 1.            | أوليفر ناسن         | بلجيكا        | IAM                   | 5 س 58 د 46 ث |        |
| 2.            | البرتو بيتول        | إيطاليا       | كانونديل دراباك       | + 2 ث         |        |
| 3.            | ألكسندر كريستوف     | النرويج       | كاتيوشا               | + 5 ث         |        |
| 4.            | مايكل ماثيوز        | أستراليا      | Orica-BikeExchange    | + 5 ث         |        |
| 5.            | جون ديجينكولب       | ألمانيا       | Giant-Alpecin         | + 5 ث         |        |
| 6.            | ماسيج باتيرسكي      | بولندا        | CCC Sprandi Polkowice | + 5 ث         |        |
| 7.            | دانيال هويلجارد     | النرويج       | إف دي جي              | + 5 ث         |        |
| 8.            | جياكومو نيزولو      | إيطاليا       | تريك سيغافريدو        | + 5 ث         |        |
| 9.            | ماتيو ترينتين       | إيطاليا       | إتيكس-كويك ستيب       | + 5 ث         |        |
| 10.           | إيدفالد بواسون هاغن | النرويج       | دايمنشن داتا          | + 5 ث         |        |

## وصلات خارجية
- الموقع الرسمي
- جي بي واست-فرنسا 2016 على موقع إحصائيات الدراجات الإحترافية (الإنجليزية)